# Big Jones
Big Jones, artiestennaam van Marius Frederik Liesdek (20 augustus 1921 - 1 mei 1976), was een Surinaams zanger en radiopresentator. Hij behoorde met Johan Zebeda tot de artiesten die als eerste kawinamuziek op de plaat zetten. Hij had een wekelijks radioprogramma op Radio Apintie.

## Biografie
Liesdek was worstverkoper en visser van beroep en dankte de toevoeging Big in zijn artiestennaam aan zijn forse gestalte. Hij herinnerde muziek op gehoor en kon net als veel artiesten uit zijn generatie geen bladmuziek lezen; daarnaast was hij analfabeet. Hij begeleidde zich op het gitaarachtige snaarinstrument cuatro en speelde vooral kawina en soms ook kaseko. Hij en zijn band traden op als Big Jones & His Kawinaband.
Zijn bekendste nummer is Alla pikin nengre. Van het nummer verschenen een aantal covers en bewerkte versies. Het wordt tot in de eerste decennia van de 21e eeuw gespeeld tijdens evenementen en in theaters. Andere bekende kawinanummers van Big Jones waren Ba anansi (Tengelengelin) en Busi bana.  Een bekende reclametune waarbij hij begeleid werd door andere artiesten was voor Parbo Bier. Verder kende het nummer Ferplikti payman bekendheid. Met een langzame, melancholieke vierkwartsmaat valt dat in te delen in de blues. Het werd geschreven voor de kleurendocumentaire Faya lobbi uit 1960 waarmee maker Herman van der Horst in Berlijn een Gouden Beer won voor beste documentaire. Liesdek zong Ferplikti payman in Faya lobbi met begeleiding van een aantal kinderen.
Big Jones en Johan Zebeda zetten als eerste artiesten kawina op de plaat. In Suriname werden ze met de hand gesneden door Eddy Vervuurt, de directeur van de omroep Apintie. Liesdek had een wekelijks radioprogramma op Apintie waarin hij kawina en kaseko draaide. Aan het eind van de jaren vijftig zette Philips zijn muziek in Nederland op de plaat in het deel Suriname van de serie Song and sound the world around. Deze ep betekende een primeur voor de kawina in Nederland.
In 2019 wijdde de Iconenkalender van NAKS een maand aan Big Jones.